# Kurts Ansons
Kurts Vilhelms Ansons (* 23. August 1906 in Riga; † unbekannt) war ein lettischer Fußballspieler.

## Karriere
Kurts Ansons spielte in seiner Vereinskarriere in Riga für JKS Riga, Unions Riga und die Fußballabteilung des ASK Riga in der Lettischen Meisterschaft. Mit dem Armijas Sporta Kluba (Armeesportverein) wurde er in der Saison 1933 Tabellendritter.
Am 9. August 1933 spielte Ansons einmal in der Lettischen Nationalmannschaft in einem Freundschaftsspiel gegen Estland in Tallinn.